# (9303) 1986 QH3
A (9303) 1986 QH3 a Naprendszer kisbolygóövében található aszteroida. Henri Debehogne fedezte fel 1986. augusztus 29-én.